# Tumba de los leones rugientes

Mapa del área de influencia de la civilización etrusca en año 755 a. C.

La Tumba de los leones rugientes es una sepultura que data del siglo VII a. C., construida por los etruscos, posiblemente destinada a un príncipe o a un personaje de la clase alta. Está considerada la tumba decorada con pinturas más antigua de la civilización etrusca. Actualmente la ubicación del monumento funerario pertenece al territorio de la región italiana del Alto Lacio, en la provincia de Roma, situada a unos 17 km de la capital del mismo nombre.

## Lugar del hallazgo
En el año 2006 fue descubierta, en un campo en los alrededores de la antigua ciudad etrusca de Veyes, una de las ciudades más importantes de Etruria, gracias a un tombarolo, (en italiano ladrón de tumbas antiguas), que después de ser detenido facilitó a las autoridades la ubicación de la tumba, para así conseguir una rebaja de su pena. 

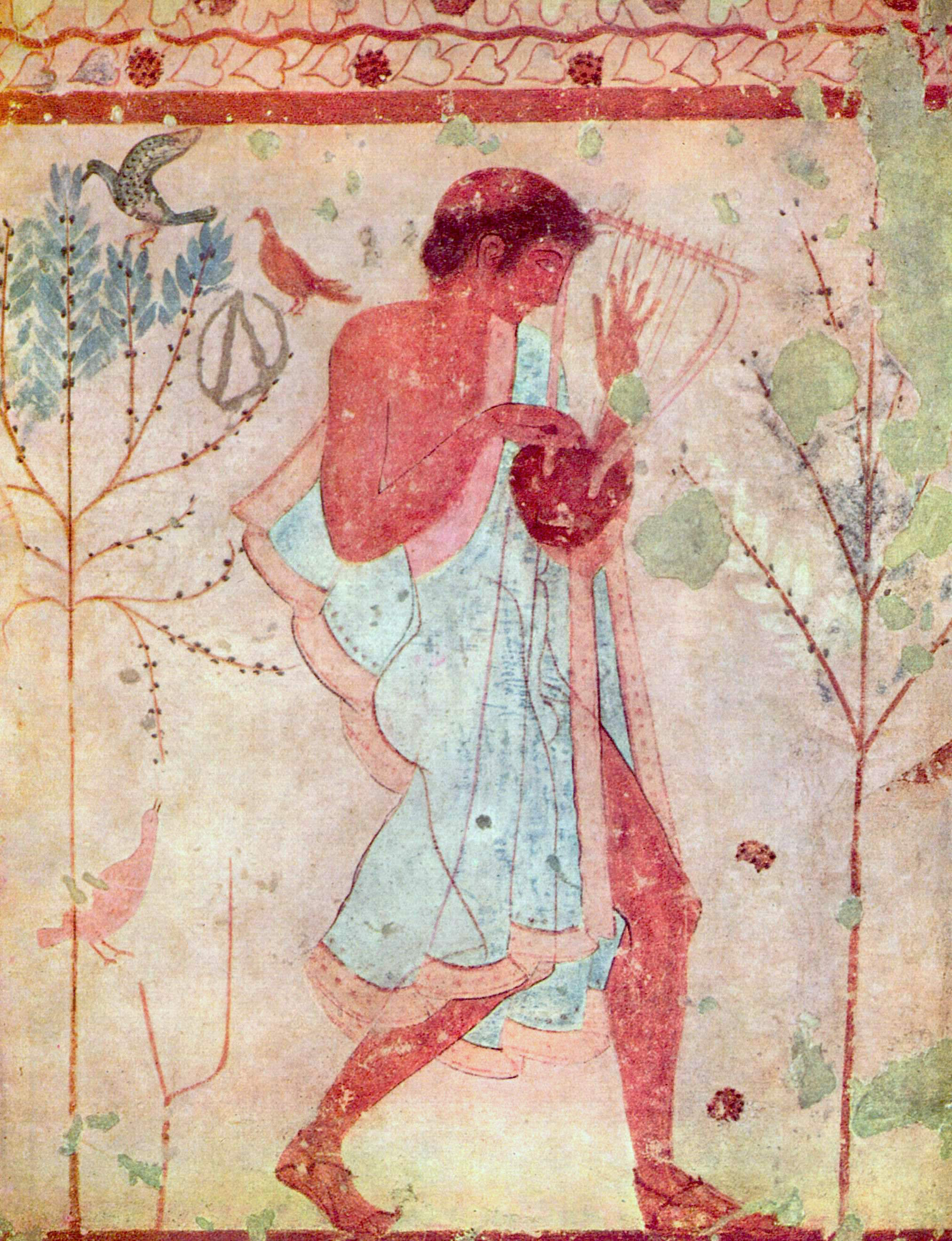
Pintura mural etrusca representando a un músico, en la llamada Tumba del Triclinio, en Tarquinia.

## Estructura y contenido
- La tumba tiene una antecámara, donde se ha encontrado semienterrado un carro de guerra.
- Pinturas en paredes y techo, que representan a cuatro leones en actitud agresiva y aves acuáticas.
- Se encontraron armas y joyas en el interior del sepulcro.

## Curiosidades
El ladrón de antigüedades que guio a los arqueólogos italianos hasta la tumba era un guía turístico austriaco de 82 años.